# Rachi
Pour les articles homonymes, voir Salomon.
ne doit pas être confondu avec le Rachbi
Rabbi Chlomo ben Itzhak HaTzarfati (hébreu : רבי שלמה בן יצחק הצרפתי Rabbi Salomon fils d'Isaac le Français), plus connu sous les noms de Rachi, Rabbi Salomon et Salomon de Troyes, est un rabbin, exégète, talmudiste, poète, légiste et décisionnaire français, né vers 1040 à Troyes en France et mort le 13 juillet 1105 dans la même ville.
Il est l’auteur de commentaires sur la quasi-totalité de la Bible hébraïque (seuls le Livre de Daniel et les Chroniques ne sont pas commentés) et la majeure partie du Talmud de Babylone. Devenus des outils indispensables à la bonne intelligence de ces textes du vivant de leur auteur, ils sont diligemment répandus dans l’ensemble du monde juif et lui assurent une place de choix au sein des autorités rabbiniques du Moyen Âge. Ils en font de plus un témoin privilégié de la France septentrionale au XIe siècle, car Rachi atteste par ses gloses et écrits divers où l’hébreu rabbinique se mêle à l'ancien français, de la saveur et l'état de la langue orale et véhiculaire d'alors. Ils en font enfin l’un des rares savants juifs à avoir influencé le monde non juif car son commentaire biblique a inspiré, outre ses lecteurs et supercommentateurs juifs, Pierre Abélard, Nicolas de Lyre et la traduction de la Bible par Luther,.

## Famille
Peu de faits historiques sûrs et avérés nous sont parvenus concernant la vie de Rachi. La date de sa mort, le jeudi 13 juillet 1105, est connue avec précision car elle apparaît dans plusieurs manuscrits médiévaux. Un manuscrit du XIIIe siècle conservé à la Bibliothèque nationale de France comporte ainsi une partie du texte de la Torah (les trois derniers livres), suivi du commentaire de Rachi. Il se termine par : « L'illustre rabbi Salomon fils du saint Isaac le Français est mort en l'an 4868 [4865], le 29 Tammouz, cinquième jour [jeudi], à l'âge de 65 ans. » Cette date figure également dans le manuscrit de Parme (de Rossi 175) conservé à la Bibliothèque palatine (daté de l'année 1305).
Son père est désigné dans le manuscrit par le nom « le saint rabbi Isaac ». Cela pourrait  signifier qu'il est mort en martyr en refusant d'abjurer sa foi. On ignore s'il était un érudit. Rachi le cite une seule fois dans son commentaire du Talmud sur Avoda Zara (« mon père mon maître »), encore qu'il existe un doute sur l'auteur du texte, puisqu'il peut s'agir d'un passage écrit par son petit-fils, Rashbam, mon père désignant alors Rabbi Meïr plutôt que le père de Rachi. Le premier commentaire de Rachi sur le Pentateuque s'ouvre sur les mots amar Rabbi Itshaq (« Rabbi Itshaq a dit »). Cependant, il ne s'agit pas d'un enseignement du père de Rachi mais d'un midrash issu du recueil Tanhouma Yashan.
Son oncle maternel, Simon l'Ancien, a étudié à Mayence auprès de Rabbenou Guershom ben Yehouda, le luminaire de l’exil ou lumière de la diaspora. De 20 à 30 ans, le futur Rachi suit entre autres l'enseignement en études talmudiques ashkénazes.
Si les noms de sa mère et de sa femme sont inconnus, on connait les noms de ses trois filles. Il leur enseigna son savoir, ce qui dénotait une ouverture d'esprit exceptionnelle au Moyen Âge. Il les maria avec ses meilleurs élèves qui reprirent le flambeau de la transmission et du commentaire. Myriam, sa fille aînée, épousa rabbi Judah ben Nathan (le Rivan), qui acheva le commentaire du traité talmudique Makkot (en) sur lequel travaillait Rachi avant sa mort. Yokheved épousa Meïr ben Samuel, et donna naissance à de nombreux enfants, dont trois commentateurs célèbres qui laissèrent leur trace dans l'histoire : le Rashbam, Rabbénou Tam et le Rivam. Les fils de Myriam et Yokheved font partie des Tossafistes. Leur fille Hanna écrivit un responsum sur les lois de l'allumage des bougies, le Shabbat. Elle épousa Samuel ben Simha de Vitry, le fils de Simha ben Samuel de Vitry, et est la mère d'Isaac ben Samuel de Dampierre (surnommé le Ri haZaqen). Rachel (Belleassez) épousa et divorça de Rabbi Eliézer ben Shemaiah.
À la suite de Raimond Martin, des auteurs chrétiens du Moyen Âge ont mal interprété l'acronyme RaShI et l'ont lu Rabbi Salomon Yarhi, croyant que Lunel (désignée dans les sources juives médiévales à partir du mot hébreu yareah « lune ») était la ville de naissance de Rashi. Cette erreur a conduit au nom Jarchi qui a aussi été utilisé pour désigner Rashi,.
De nombreuses traditions populaires existent à propos de Rachi et de sa famille, notamment sur la rencontre de son père avec de grands sages, ou sur les miracles survenus lorsque sa mère était enceinte[réf. nécessaire].

## Études et enseignement
Enfant, Rachi se distingue sûrement par sa mémoire prodigieuse, et passe pour un maître accompli à 20 ans. À 18 ans, il part étudier dans les écoles talmudiques rhénanes. Il étudie d'abord six ans à Mayence (Magenza) auprès de Rabbi Yaakov ben Yakar. Rachi est fortement influencé par ce sage qu'il nomme « mon vieux Maître », doté d'un caractère modeste et se tenant à l'écart des activités publiques. Après la mort de Yaakov ben Yakar en 1064 (4824), il continue un temps ses études à Mayence avec Rabbi Itshaq ben Judah qui dirige alors la yechiva. Il étudie également avec rabbi David Halévi (« mon Maître ») avec lequel il correspondra après son retour en Champagne.
À la même époque, Itshaq Halévi haQadosh est à la tête de la yeshivah de Worms. Celle-ci connaît son apogée à la fin du XIe siècle et attire de nombreux maîtres. C'est probablement ce qui décida Rachi à venir y étudier. Rabbi Itshaq Halévi a une personnalité assez différente de Yaakov ben Yakar. Non seulement il dirige la yeshivah de Worms, mais il est aussi le chef de la communauté juive florissante de cette ville et son représentant devant les autorités. Pendant les 3 à 5 ans que Rachi étudie à Worms, il rencontre un autre étudiant brillant, Salomon ben Samson, qui deviendra le chef de la yeshivah pendant le dernier quart du XIe siècle. Par la suite, ces deux sages suivront des voies différentes car Rabbi Salomon ben Samson était beaucoup plus conservateur que Rachi. Les sources gardent des traces de la tension qui régnait entre ces deux maîtres.
Ces années passées en Allemagne ont permis à Rachi d'étudier dans les plus importants centres d'études talmudiques d'Europe et avec les plus grands maîtres. Pendant cette période, Rachi connaît des difficultés pour sa subsistance et celle de sa famille. Il est, semble-t-il, déjà marié et avait au moins une fille. Avant ses 30 ans, il revient à Troyes et commence son activité littéraire et publique.
Il fonde une école talmudique qui attire rapidement des élèves de toute l'Europe. Malgré sa renommée, il refuse de tirer profit de sa charge de rabbin et gagne peut-être sa vie comme négociant. Il possédait des vignes, ainsi qu'il transparaît dans un de ses responsa, où il s'excuse de sa brièveté, étant pris par les vendanges. La vigne semble encore peu développée dans la région à cette époque, mais la production et la consommation familiale ou communautaire de vin conforme à la cacherout, et la commercialisation des vins dans les foires régionales ou internationales sont des thèmes évidents. 
Un siècle avant Maïmonide, sa renommée est au moins aussi grande. Maïmonide s’exprime plutôt pour l’élite, alors que Rachi reste simple et modeste, refusant d'arbitrer les cas qui ne relevaient pas de sa communauté, admettant son ignorance, tant dans ses responsa que dans ses commentaires. Rachi est à la portée du débutant comme de l'érudit.
La fin de sa vie est marquée par les Croisades et les massacres des communautés juives qui les accompagnèrent. Rachi est protégé par le comte de Champagne, mais pas un jour ne se passe sans qu'il entende une mauvaise nouvelle émanant de ses chères communautés rhénanes.

## Commentateur:Que dit Rachi?

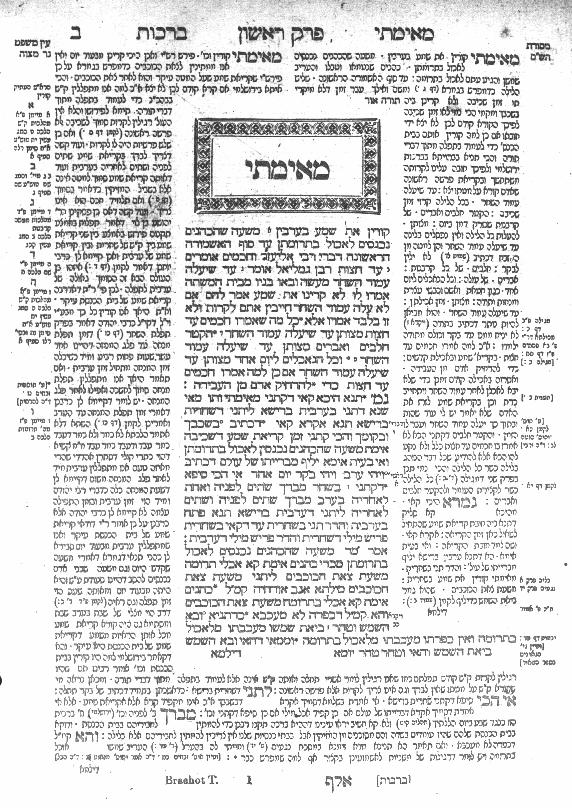
Page de Talmud (ici de Babylone) où le corps du texte est encadré par des commentaires dont à droite celui de Rachi (et de Tossafot, à gauche, et autres additions dans la marge).

La petite histoire veut que Rachi ait eu l'idée de son commentaire en entendant dans une synagogue un père se tromper en donnant à son fils l'explication du sens littéral (pshat) d'un verset. Rachi a l’idée de réunir dans un commentaire toutes les réponses aux questions qu'un enfant de cinq ans pourrait se poser en restant aussi concis que possible (« une goutte d'encre vaut de l'or »). Il veut trouver le sens littéral du verset.
Si la Torah a toujours été commentée, on ne se concentrait jusque-là que sur le drash des versets : lorsqu'une difficulté se présente, que ce soit dans la compréhension textuelle ou contextuelle de la section lue, les maîtres tendent à donner des réponses indirectes. Qu'elles soient allégoriques, poétiques, politiques, philosophiques, voire mystiques, elles extraient souvent un verset de son contexte et le dénaturent quelque peu. Ainsi en est-il du fameux « Ne lis pas banaïkh ("tes fils") mais bonaïkh ("tes bâtisseurs") ». Tout exacts que soient ces propos, ce n'est pas là l'intention du verset.
En commentant le Tanakh et le Talmud, Rachi ne souhaite ni se lancer dans des discussions savantes, ni débattre de questions philosophiques ou théologiques ardues, mais seulement restituer les moyens de comprendre un texte fondamental écrit dans une langue qui n'est plus parlée et qui est au centre de la vie juive.
Pour ce faire, il a transmis les opinions des Anciens, des maîtres de la tradition prophétique, puis rabbinique, en sélectionnant dans l'immense corpus de midrashim celui qui semble correspondre le mieux au sens littéral du texte. Il recherche avant tout la clarté de pensée et la clarté de style, n’hésitant pas à employer des termes en langue d'oïl, la langue vernaculaire de la Champagne du XIe siècle (signalée par bela'az, « en laaz ») pour clarifier son propos, ou à insérer une explication tirée de son vécu à Troyes afin d'illustrer son commentaire.

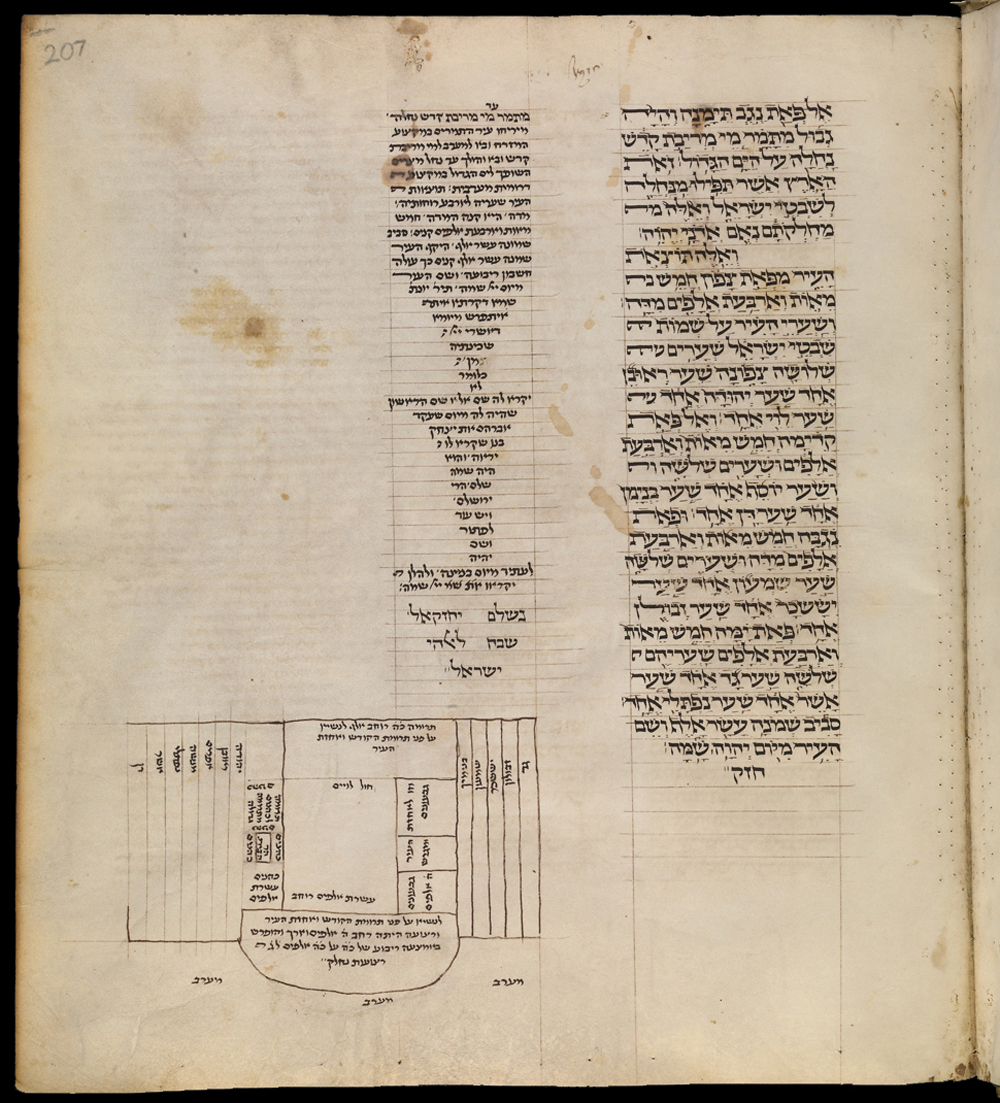
Livre des Prophètes assorti des commentaires de Rachi. Le diagramme illustre la vision d'Ezekiel au chapitre 45 pour la division de la Terre promise dont l'original a été probablement dessiné par Rachi pour clarifier son propos, France ?,

Cette recherche de la concision, tant dans la forme que dans le fond de la formulation, est un trait typiquement français selon Emmanuel Levinas ou Léon Ashkenazi.
Doué d'une mémoire et d'une connaissance encyclopédiques, il parvient à reconstituer par sa seule intuition la disposition du Tabernacle[réf. nécessaire]. Il souligne les explications connues mais erronées. Il a recours à des midrashim choisis et éclaire le sens obvie des versets en introduisant des remarques de grammaire, d'orthographe ou de cantillation.
Rachi traite rarement de points de théologie. Pour éclairer les Psaumes 49:11 « Ils remarquent pourtant que les sages meurent (yamoutou), tout comme périssent (yovedou) le fou et le sot, en laissant leurs biens à d’autres. », Rachi explique la différence de terme entre mita s’appliquant au sage, dont seul le corps meurt, tandis qu’aveda est pour le fou ou le sot, dont ce n'est pas seulement le corps mais l’âme qui disparaît.
Rachi n'hésite pas à dire « je ne sais pas ». Modestement, il rapporte les différentes explications possibles en soulignant que les opinions sont partagées ou qu'elles correspondent à plusieurs niveaux de lectures.
Il révise à trois reprises son œuvre colossale. Selon son petit-fils, le Rashbam, il s'apprêtait à le refaire encore peu avant sa mort.

## Rachi et la langue française
Rachi est l’un des premiers auteurs à utiliser, dans ses écrits, la langue française parlée en Champagne au XIe siècle, alors que la plupart des auteurs français qui lui sont contemporains utilisaient le latin.
À chaque fois qu’il le jugeait utile, Rachi commentait en effet un mot ou une expression difficiles, figurant dans le texte biblique ou talmudique, dans la langue qu’il parlait habituellement, passant ainsi de l’hébreu au français. Rachi translittère les mots de vieux français en caractères hébreux, permettant ainsi d'en déduire la prononciation. Ce qui fait des Commentaires de Rachi  « l'un des plus précieux documents que l’on possède sur l’état réel du français tel qu’il était parlé dans la seconde moitié du  XIe siècle », selon Claude Hagège.
Le philologue Arsène Darmesteter (1846-1888) s’est appuyé sur le texte de Rachi pour poser les bases générales de l’étude de l’ancien français dans son ouvrage, Les Gloses françaises de Raschi dans la Bible. Des philologues, parmi lesquels David Simon Blondheim (1887-1934), Louis Brandin (1894-1940), et plus récemment Moshé Catane, Claude Hagège et Simon Schwarzfuchs ont poursuivi ces travaux. Le commentaire de la Bible par Rachi contient environ 1 500 mots français, et son commentaire du Talmud, environ 3 500, selon Simon Schwarzfuchs.
L’œuvre de Rachi constitue le « mémorial du français des commencements », non seulement « le conservatoire, mais le conservateur où l’ancien français a été capturé et sauvé de l’oubli », selon Bernard-Henri Lévy, qui considère Rachi comme « l’un des inventeurs de la France», l'un de ceux qui ont donné le « coup d'envoi » du processus qui permettra à la langue française de se substituer au latin et de créer sa propre culture.
La langue de Rachi, facilement accessible aux lecteurs chrétiens à cause de l'abondance des expressions françaises, a contribué à la diffusion de son œuvre parmi les lettrés au Moyen Âge en France. Elle constituait un ouvrage tout à fait particulier où un lecteur pouvait s'habituer à la lecture de l'hébreu, dans la mesure où Rachi ne cesse de passer d'une langue à l'autre et d'effectuer des traductions.
L'actuel site du Centre national de ressources textuelles et lexicales n'omet pas de répertorier les mots français dont on fait remonter la première trace au judéo-français ou à l'œuvre de Rachi.

## Rayonnement
Rachi n’est pas le premier commentateur, mais il est le Parshan data, de l'araméen פרשנדתא (פרשן דתא), le « Commentateur de la Loi ». Quelques siècles après sa mort, le rabbin Menahem ben Zerah (he) écrit en préface à son Tseida laderekh que ses commentaires ont été écrits sous l’inspiration de l’esprit de sainteté, et que le Talmud de Babylone aurait, sans son commentaire, été un livre scellé et voué à l’oubli. Il est le premier livre juif à être imprimé en hébreu (Calabre 1475). Son commentaire édité en marge du texte est typographié à partir d'une semi-cursive italienne, pour différencier le commentaire du corpus du texte biblique, et qui ne tardera pas à être connue sous le nom d’« écriture Rachi ».

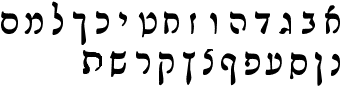
Écriture Rachi

Des théologiens chrétiens, dont Nicolas de Lyre ou Martin Luther, le lisent et s’en inspirent.

## Autour de Rachi

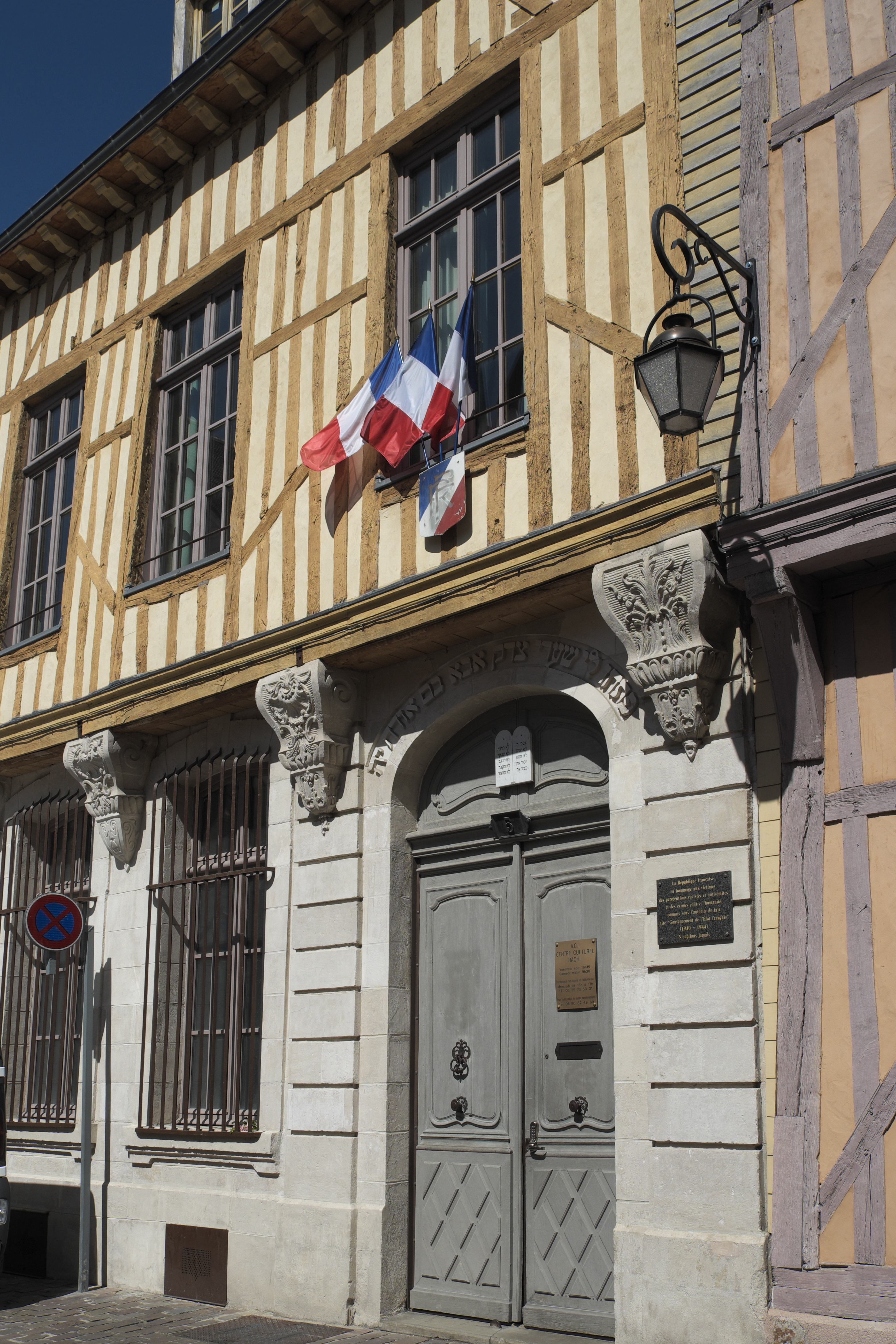
Synagogue Rachi de Troyes

Rachi suscite toujours une vive actualité, tant locale qu'internationale (CD, DVD, rencontres et conférences…). Par exemple avec la sortie d'un DVD documentaire de David Nadjari & J. Cohen, traduction française de la version américaine. Dans la presse, la revue La Vie en Champagne a consacré pour son édition d'avril-juin 2005 un numéro spécial intitulé « Rashi et les juifs de Troyes au Moyen Age ». Une nouvelle édition a vu le jour en 2010, auteurs David Bloch et autres, avec mise à jour.
Aussi quelques colloques et séminaires, et plusieurs monuments et lieux lui sont dédiés dans sa ville natale, Troyes. Notamment la synagogue Rachi de Troyes, avec un centre culturel, et deux bibliothèques auquel s'est joint en 1990 un Institut Universitaire Européen Rachi, création régionale et étatique,
En 2012, la mairie de Troyes, dans le cadre d'un Programme Unesco, « Patrimoine immatériel », a programmé dans le cadre de « Ville en lumières » un spectacle itinérant de Pascal Bancou « Le trésoir de Rashi ».
Une rue de Ramerupt, où vécut notamment le Rashbam, porte son nom.

## Généalogie
Sa mère était la sœur du poète liturgique Simon ben Isaac dont les contemporains prétendaient qu'il descendait du roi David. On ne sait rien de la femme de Rachi. Le couple a eu trois filles dont d'importants érudits figurent parmi les descendants.
| Samuel                    | Samuel                    | Samuel                    | Samuel                    | Samuel                                    | Samuel                                    |                                           |                                           |                                           |                                           |                  |                  |                  |                  |                  |                  |         |         |                 |                 |                 |                 |                 |                 |                                 |                                 |                                 |                                 |                                 |                                 |          |          |        |        | Rachi (1040-1105) | Rachi (1040-1105) | Rachi (1040-1105) | Rachi (1040-1105) | Rachi (1040-1105) | Rachi (1040-1105) |             |             |             |             |             |             |  |  |                             |                             |                             |                             |                             |                             |         |         |          |          |          |          |          |          |       |       |       |       |                                      |                                      |                                      |                                      |                                      |                                      |      |      |                        |                        |                        |                        |                        |                        |      |      |        |        |        |        |        |        |  |  |  |  |  |  |  |  |  |  |  |  |  |  |  |  |  |  |  |  |  |  |  |  |  |  |  |  |  |  |  |  |  |  |  |  |  |  |  |  |
| Samuel                    | Samuel                    | Samuel                    | Samuel                    | Samuel                                    | Samuel                                    |                                           |                                           |                                           |                                           |                  |                  |                  |                  |                  |                  |         |         |                 |                 |                 |                 |                 |                 |                                 |                                 |                                 |                                 |                                 |                                 |          |          |        |        | Rachi (1040-1105) | Rachi (1040-1105) | Rachi (1040-1105) | Rachi (1040-1105) | Rachi (1040-1105) | Rachi (1040-1105) |             |             |             |             |             |             |  |  |                             |                             |                             |                             |                             |                             |         |         |          |          |          |          |          |          |       |       |       |       |                                      |                                      |                                      |                                      |                                      |                                      |      |      |                        |                        |                        |                        |                        |                        |      |      |        |        |        |        |        |        |  |  |  |  |  |  |  |  |  |  |  |  |  |  |  |  |  |  |  |  |  |  |  |  |  |  |  |  |  |  |  |  |  |  |  |  |  |  |  |  |
|                           |                           |                           |                           |                                           |                                           |                                           |                                           |                                           |                                           |                  |                  |                  |                  |                  |                  |         |         |                 |                 |                 |                 |                 |                 |                                 |                                 |                                 |                                 |                                 |                                 |          |          |        |        |                   |                   |                   |                   |                   |                   |             |             |             |             |             |             |  |  |                             |                             |                             |                             |                             |                             |         |         |          |          |          |          |          |          |       |       |       |       |                                      |                                      |                                      |                                      |                                      |                                      |      |      |                        |                        |                        |                        |                        |                        |      |      |        |        |        |        |        |        |  |  |  |  |  |  |  |  |  |  |  |  |  |  |  |  |  |  |  |  |  |  |  |  |  |  |  |  |  |  |  |  |  |  |  |  |  |  |  |  |
| Simha ben Samuel de Vitry | Simha ben Samuel de Vitry | Simha ben Samuel de Vitry | Simha ben Samuel de Vitry | Simha ben Samuel de Vitry                 | Simha ben Samuel de Vitry                 |                                           |                                           |                                           |                                           | Rachel Bellassez | Rachel Bellassez | Rachel Bellassez | Rachel Bellassez | Rachel Bellassez | Rachel Bellassez |         |         | Eliézer Jocelyn | Eliézer Jocelyn | Eliézer Jocelyn | Eliézer Jocelyn | Eliézer Jocelyn | Eliézer Jocelyn |                                 |                                 | Yokheved                        | Yokheved                        | Yokheved                        | Yokheved                        | Yokheved | Yokheved |        |        | Meïr ben Samuel   | Meïr ben Samuel   | Meïr ben Samuel   | Meïr ben Samuel   | Meïr ben Samuel   | Meïr ben Samuel   |             |             |             |             |             |             |  |  |                             |                             |                             |                             |                             |                             |         |         | Shémaiah | Shémaiah | Shémaiah | Shémaiah | Shémaiah | Shémaiah |       |       |       |       | Myriam                               | Myriam                               | Myriam                               | Myriam                               | Myriam                               | Myriam                               |      |      | Judah ben Nathan Rivan | Judah ben Nathan Rivan | Judah ben Nathan Rivan | Judah ben Nathan Rivan | Judah ben Nathan Rivan | Judah ben Nathan Rivan |      |      |        |        |        |        |        |        |  |  |  |  |  |  |  |  |  |  |  |  |  |  |  |  |  |  |  |  |  |  |  |  |  |  |  |  |  |  |  |  |  |  |  |  |  |  |  |  |
| Simha ben Samuel de Vitry | Simha ben Samuel de Vitry | Simha ben Samuel de Vitry | Simha ben Samuel de Vitry | Simha ben Samuel de Vitry                 | Simha ben Samuel de Vitry                 |                                           |                                           |                                           |                                           | Rachel Bellassez | Rachel Bellassez | Rachel Bellassez | Rachel Bellassez | Rachel Bellassez | Rachel Bellassez |         |         | Eliézer Jocelyn | Eliézer Jocelyn | Eliézer Jocelyn | Eliézer Jocelyn | Eliézer Jocelyn | Eliézer Jocelyn |                                 |                                 | Yokheved                        | Yokheved                        | Yokheved                        | Yokheved                        | Yokheved | Yokheved |        |        | Meïr ben Samuel   | Meïr ben Samuel   | Meïr ben Samuel   | Meïr ben Samuel   | Meïr ben Samuel   | Meïr ben Samuel   |             |             |             |             |             |             |  |  |                             |                             |                             |                             |                             |                             |         |         | Shémaiah | Shémaiah | Shémaiah | Shémaiah | Shémaiah | Shémaiah |       |       |       |       | Myriam                               | Myriam                               | Myriam                               | Myriam                               | Myriam                               | Myriam                               |      |      | Judah ben Nathan Rivan | Judah ben Nathan Rivan | Judah ben Nathan Rivan | Judah ben Nathan Rivan | Judah ben Nathan Rivan | Judah ben Nathan Rivan |      |      |        |        |        |        |        |        |  |  |  |  |  |  |  |  |  |  |  |  |  |  |  |  |  |  |  |  |  |  |  |  |  |  |  |  |  |  |  |  |  |  |  |  |  |  |  |  |
|                           |                           |                           |                           |                                           |                                           |                                           |                                           |                                           |                                           |                  |                  |                  |                  |                  |                  |         |         |                 |                 |                 |                 |                 |                 |                                 |                                 |                                 |                                 |                                 |                                 |          |          |        |        |                   |                   |                   |                   |                   |                   |             |             |             |             |             |             |  |  |                             |                             |                             |                             |                             |                             |         |         |          |          |          |          |          |          |       |       |       |       |                                      |                                      |                                      |                                      |                                      |                                      |      |      |                        |                        |                        |                        |                        |                        |      |      |        |        |        |        |        |        |  |  |  |  |  |  |  |  |  |  |  |  |  |  |  |  |  |  |  |  |  |  |  |  |  |  |  |  |  |  |  |  |  |  |  |  |  |  |  |  |
|                           |                           |                           |                           |                                           |                                           |                                           |                                           |                                           |                                           |                  |                  |                  |                  |                  |                  |         |         |                 |                 |                 |                 |                 |                 |                                 |                                 |                                 |                                 |                                 |                                 |          |          |        |        |                   |                   |                   |                   |                   |                   |             |             |             |             |             |             |  |  |                             |                             |                             |                             |                             |                             |         |         |          |          |          |          |          |          |       |       |       |       |                                      |                                      |                                      |                                      |                                      |                                      |      |      |                        |                        |                        |                        |                        |                        |      |      |        |        |        |        |        |        |  |  |  |  |  |  |  |  |  |  |  |  |  |  |  |  |  |  |  |  |  |  |  |  |  |  |  |  |  |  |  |  |  |  |  |  |  |  |  |  |
| Samuel de Vitry           | Samuel de Vitry           | Samuel de Vitry           | Samuel de Vitry           | Samuel de Vitry                           | Samuel de Vitry                           |                                           |                                           | Hanna                                     | Hanna                                     | Hanna            | Hanna            | Hanna            | Hanna            |                  |                  | Salomon | Salomon | Salomon         | Salomon         | Salomon         | Salomon         |                 |                 | Jacob Rabbenou Tam (~1100-1171) | Jacob Rabbenou Tam (~1100-1171) | Jacob Rabbenou Tam (~1100-1171) | Jacob Rabbenou Tam (~1100-1171) | Jacob Rabbenou Tam (~1100-1171) | Jacob Rabbenou Tam (~1100-1171) |          |          | Myriam | Myriam | Myriam            | Myriam            | Myriam            | Myriam            |                   |                   | Isaac Rivam | Isaac Rivam | Isaac Rivam | Isaac Rivam | Isaac Rivam | Isaac Rivam |  |  | Samuel Rashbam (~1085-1158) | Samuel Rashbam (~1085-1158) | Samuel Rashbam (~1085-1158) | Samuel Rashbam (~1085-1158) | Samuel Rashbam (~1085-1158) | Samuel Rashbam (~1085-1158) |         |         | ?        | ?        | ?        | ?        | ?        | ?        |       |       |       |       | Yom Tov de Falaise                   | Yom Tov de Falaise                   | Yom Tov de Falaise                   | Yom Tov de Falaise                   | Yom Tov de Falaise                   | Yom Tov de Falaise                   |      |      | Eléazar                | Eléazar                | Eléazar                | Eléazar                | Eléazar                | Eléazar                |      |      | Elvina | Elvina | Elvina | Elvina | Elvina | Elvina |  |  |  |  |  |  |  |  |  |  |  |  |  |  |  |  |  |  |  |  |  |  |  |  |  |  |  |  |  |  |  |  |  |  |  |  |  |  |  |  |
| Samuel de Vitry           | Samuel de Vitry           | Samuel de Vitry           | Samuel de Vitry           | Samuel de Vitry                           | Samuel de Vitry                           |                                           |                                           | Hanna                                     | Hanna                                     | Hanna            | Hanna            | Hanna            | Hanna            |                  |                  | Salomon | Salomon | Salomon         | Salomon         | Salomon         | Salomon         |                 |                 | Jacob Rabbenou Tam (~1100-1171) | Jacob Rabbenou Tam (~1100-1171) | Jacob Rabbenou Tam (~1100-1171) | Jacob Rabbenou Tam (~1100-1171) | Jacob Rabbenou Tam (~1100-1171) | Jacob Rabbenou Tam (~1100-1171) |          |          | Myriam | Myriam | Myriam            | Myriam            | Myriam            | Myriam            |                   |                   | Isaac Rivam | Isaac Rivam | Isaac Rivam | Isaac Rivam | Isaac Rivam | Isaac Rivam |  |  | Samuel Rashbam (~1085-1158) | Samuel Rashbam (~1085-1158) | Samuel Rashbam (~1085-1158) | Samuel Rashbam (~1085-1158) | Samuel Rashbam (~1085-1158) | Samuel Rashbam (~1085-1158) |         |         | ?        | ?        | ?        | ?        | ?        | ?        |       |       |       |       | Yom Tov de Falaise                   | Yom Tov de Falaise                   | Yom Tov de Falaise                   | Yom Tov de Falaise                   | Yom Tov de Falaise                   | Yom Tov de Falaise                   |      |      | Eléazar                | Eléazar                | Eléazar                | Eléazar                | Eléazar                | Eléazar                |      |      | Elvina | Elvina | Elvina | Elvina | Elvina | Elvina |  |  |  |  |  |  |  |  |  |  |  |  |  |  |  |  |  |  |  |  |  |  |  |  |  |  |  |  |  |  |  |  |  |  |  |  |  |  |  |  |
|                           |                           |                           |                           |                                           |                                           |                                           |                                           |                                           |                                           |                  |                  |                  |                  |                  |                  |         |         |                 |                 |                 |                 |                 |                 |                                 |                                 |                                 |                                 |                                 |                                 |          |          |        |        |                   |                   |                   |                   |                   |                   |             |             |             |             |             |             |  |  |                             |                             |                             |                             |                             |                             |         |         |          |          |          |          |          |          |       |       |       |       |                                      |                                      |                                      |                                      |                                      |                                      |      |      |                        |                        |                        |                        |                        |                        |      |      |        |        |        |        |        |        |  |  |  |  |  |  |  |  |  |  |  |  |  |  |  |  |  |  |  |  |  |  |  |  |  |  |  |  |  |  |  |  |  |  |  |  |  |  |  |  |
|                           |                           |                           |                           |                                           |                                           |                                           |                                           |                                           |                                           |                  |                  |                  |                  |                  |                  |         |         |                 |                 |                 |                 |                 |                 |                                 |                                 |                                 |                                 |                                 |                                 |          |          |        |        |                   |                   |                   |                   |                   |                   |             |             |             |             |             |             |  |  |                             |                             |                             |                             |                             |                             |         |         |          |          |          |          |          |          |       |       |       |       |                                      |                                      |                                      |                                      |                                      |                                      |      |      |                        |                        |                        |                        |                        |                        |      |      |        |        |        |        |        |        |  |  |  |  |  |  |  |  |  |  |  |  |  |  |  |  |  |  |  |  |  |  |  |  |  |  |  |  |  |  |  |  |  |  |  |  |  |  |  |  |
|                           |                           |                           |                           | Isaac de Dampierre dit le Ri (~1120-1195) | Isaac de Dampierre dit le Ri (~1120-1195) | Isaac de Dampierre dit le Ri (~1120-1195) | Isaac de Dampierre dit le Ri (~1120-1195) | Isaac de Dampierre dit le Ri (~1120-1195) | Isaac de Dampierre dit le Ri (~1120-1195) |                  |                  |                  |                  |                  |                  | Isaac   | Isaac   | Isaac           | Isaac           | Isaac           | Isaac           |                 |                 | Salomon                         | Salomon                         | Salomon                         | Salomon                         | Salomon                         | Salomon                         |          |          | Moïse  | Moïse  | Moïse             | Moïse             | Moïse             | Moïse             |                   |                   | Joseph      | Joseph      | Joseph      | Joseph      | Joseph      | Joseph      |  |  |                             |                             |                             |                             | Isaac                       | Isaac                       | Isaac   | Isaac   | Isaac    | Isaac    |          |          | Judah    | Judah    | Judah | Judah | Judah | Judah |                                      |                                      |                                      |                                      |                                      |                                      |      |      | Joseph                 | Joseph                 | Joseph                 | Joseph                 | Joseph                 | Joseph                 |      |      |        |        |        |        |        |        |  |  |  |  |  |  |  |  |  |  |  |  |  |  |  |  |  |  |  |  |  |  |  |  |  |  |  |  |  |  |  |  |  |  |  |  |  |  |  |  |
|                           |                           |                           |                           | Isaac de Dampierre dit le Ri (~1120-1195) | Isaac de Dampierre dit le Ri (~1120-1195) | Isaac de Dampierre dit le Ri (~1120-1195) | Isaac de Dampierre dit le Ri (~1120-1195) | Isaac de Dampierre dit le Ri (~1120-1195) | Isaac de Dampierre dit le Ri (~1120-1195) |                  |                  |                  |                  |                  |                  | Isaac   | Isaac   | Isaac           | Isaac           | Isaac           | Isaac           |                 |                 | Salomon                         | Salomon                         | Salomon                         | Salomon                         | Salomon                         | Salomon                         |          |          | Moïse  | Moïse  | Moïse             | Moïse             | Moïse             | Moïse             |                   |                   | Joseph      | Joseph      | Joseph      | Joseph      | Joseph      | Joseph      |  |  |                             |                             |                             |                             | Isaac                       | Isaac                       | Isaac   | Isaac   | Isaac    | Isaac    |          |          | Judah    | Judah    | Judah | Judah | Judah | Judah |                                      |                                      |                                      |                                      |                                      |                                      |      |      | Joseph                 | Joseph                 | Joseph                 | Joseph                 | Joseph                 | Joseph                 |      |      |        |        |        |        |        |        |  |  |  |  |  |  |  |  |  |  |  |  |  |  |  |  |  |  |  |  |  |  |  |  |  |  |  |  |  |  |  |  |  |  |  |  |  |  |  |  |
|                           |                           |                           |                           |                                           |                                           |                                           |                                           |                                           |                                           |                  |                  |                  |                  |                  |                  |         |         |                 |                 |                 |                 |                 |                 |                                 |                                 |                                 |                                 |                                 |                                 |          |          |        |        |                   |                   |                   |                   |                   |                   |             |             |             |             |             |             |  |  |                             |                             |                             |                             |                             |                             |         |         |          |          |          |          |          |          |       |       |       |       |                                      |                                      |                                      |                                      |                                      |                                      |      |      |                        |                        |                        |                        |                        |                        |      |      |        |        |        |        |        |        |  |  |  |  |  |  |  |  |  |  |  |  |  |  |  |  |  |  |  |  |  |  |  |  |  |  |  |  |  |  |  |  |  |  |  |  |  |  |  |  |
|                           |                           |                           |                           | Elhanan (mort 1184)                       | Elhanan (mort 1184)                       | Elhanan (mort 1184)                       | Elhanan (mort 1184)                       | Elhanan (mort 1184)                       | Elhanan (mort 1184)                       |                  |                  |                  |                  |                  |                  |         |         |                 |                 |                 |                 |                 |                 |                                 |                                 |                                 |                                 |                                 |                                 |          |          |        |        |                   |                   |                   |                   |                   |                   |             |             |             |             |             |             |  |  |                             |                             |                             |                             |                             |                             | Eléazar | Eléazar | Eléazar  | Eléazar  | Eléazar  | Eléazar  |          |          | Isaac | Isaac | Isaac | Isaac | Isaac                                | Isaac                                |                                      |                                      | Bila                                 | Bila                                 | Bila | Bila | Bila                   | Bila                   |                        |                        | Léah                   | Léah                   | Léah | Léah | Léah   | Léah   |        |        |        |        |  |  |  |  |  |  |  |  |  |  |  |  |  |  |  |  |  |  |  |  |  |  |  |  |  |  |  |  |  |  |  |  |  |  |  |  |  |  |  |  |
|                           |                           |                           |                           | Elhanan (mort 1184)                       | Elhanan (mort 1184)                       | Elhanan (mort 1184)                       | Elhanan (mort 1184)                       | Elhanan (mort 1184)                       | Elhanan (mort 1184)                       |                  |                  |                  |                  |                  |                  |         |         |                 |                 |                 |                 |                 |                 |                                 |                                 |                                 |                                 |                                 |                                 |          |          |        |        |                   |                   |                   |                   |                   |                   |             |             |             |             |             |             |  |  |                             |                             |                             |                             |                             |                             | Eléazar | Eléazar | Eléazar  | Eléazar  | Eléazar  | Eléazar  |          |          | Isaac | Isaac | Isaac | Isaac | Isaac                                | Isaac                                |                                      |                                      | Bila                                 | Bila                                 | Bila | Bila | Bila                   | Bila                   |                        |                        | Léah                   | Léah                   | Léah | Léah | Léah   | Léah   |        |        |        |        |  |  |  |  |  |  |  |  |  |  |  |  |  |  |  |  |  |  |  |  |  |  |  |  |  |  |  |  |  |  |  |  |  |  |  |  |  |  |  |  |
|                           |                           |                           |                           |                                           |                                           |                                           |                                           |                                           |                                           |                  |                  |                  |                  |                  |                  |         |         |                 |                 |                 |                 |                 |                 |                                 |                                 |                                 |                                 |                                 |                                 |          |          |        |        |                   |                   |                   |                   |                   |                   |             |             |             |             |             |             |  |  |                             |                             |                             |                             |                             |                             |         |         |          |          |          |          |          |          |       |       |       |       |                                      |                                      |                                      |                                      |                                      |                                      |      |      |                        |                        |                        |                        |                        |                        |      |      |        |        |        |        |        |        |  |  |  |  |  |  |  |  |  |  |  |  |  |  |  |  |  |  |  |  |  |  |  |  |  |  |  |  |  |  |  |  |  |  |  |  |  |  |  |  |
|                           |                           |                           |                           | Samuel                                    | Samuel                                    | Samuel                                    | Samuel                                    | Samuel                                    | Samuel                                    |                  |                  |                  |                  |                  |                  |         |         |                 |                 |                 |                 |                 |                 |                                 |                                 |                                 |                                 |                                 |                                 |          |          |        |        |                   |                   |                   |                   |                   |                   |             |             |             |             |             |             |  |  |                             |                             |                             |                             |                             |                             |         |         |          |          |          |          |          |          |       |       |       |       | Judah de Paris Sire Léon (1166-1224) | Judah de Paris Sire Léon (1166-1224) | Judah de Paris Sire Léon (1166-1224) | Judah de Paris Sire Léon (1166-1224) | Judah de Paris Sire Léon (1166-1224) | Judah de Paris Sire Léon (1166-1224) |      |      |                        |                        |                        |                        |                        |                        |      |      |        |        |        |        |        |        |  |  |  |  |  |  |  |  |  |  |  |  |  |  |  |  |  |  |  |  |  |  |  |  |  |  |  |  |  |  |  |  |  |  |  |  |  |  |  |  |

#### Études
- (en) Judith Baskin, « Rashi », dans Fred Skolnik et Michael Berenbaum (dir.), Encyclopaedia Judaica, vol. 17, Thompson Gale et Keter Publishing House, 2007, 2e éd.
- Moshé Catane, Recueil des gloses. Les Gloses françaises dans les commentaires talmudiques de Rachi d’après l’ouvrage d’Arsène Darmesteter et D.-S. Blondheim (1929), traduites en hébreu et revues, avec des éclaircissements et des compléments, ainsi que de tables alphabétiques [en hébreu, Introduction en français] Jérusalem  1984.
- Moshé Catane, Recueil des le‘azim. Les mots français dans les commentaires bibliques de Rachi traduits en hébreu, revus, avec des éclaircissements et des compléments, ainsi que des Indices, Jérusalem-Tel Aviv, Les frères Gitler. [en hébreu].
- Arsène Darmesteter, Les Gloses françaises de Raschi dans la Bible, accompagnées de notes par Louis Brandin, et précédées d'une introduction par Julien Weill (2e édition, 1909). Texte en ligne (vol. 1 de l'édition de 1929 : Texte des gloses)
- (he) Avraham Grossman, Rachi, Jérusalem, Centre Zalman Shazar, 2006, 311 p. (ISBN 965-227-212-4)
- (he) Avraham Grossman, The Early Sages of France : Their Lives, Leadership and Works, Jérusalem, Magnes Press, 2006, 640 p. (ISBN 965-223-898-8)
- Bernard-Henri Lévy, L’Esprit du judaïsme, Grasset, 2016.
- Victor Malka, Rachi, Puf "Que Sais-je ?", 1993 (ISBN 978-2-13-045675-9)
- Simon Schwarzfuchs, Rachi de Troyes, Paris, Éditions Albin Michel, coll. « Spiritualités vivantes », 2005 (ISBN 978-2-226-15899-4)
- René Samuel Sirat (dir.), Héritages de Rachi, Éditions de l’éclat, coll. « Bibliothèque des Fondations », 2006, 311 p. (ISBN 978-2-84162-128-6, lire en ligne)
- Elie Wiesel, Rashi : ébauche d'un portrait, Paris, Édition Grasset, 2010, 131 p. (ISBN 978-2-246-76221-8)
- Rachi : ouvrage collectif, Paris, Biblieurope, 2005, 297 p. (ISBN 2-84828-037-9)
- La Vie en Champagne : Rachi et les juifs de Troyes au Moyen Age, Champagne historique (no 42), avril-juin 2005 (présentation en ligne)
- Rachi et la Champagne, Reims, Presses universitaires de Reims, coll. « Histoire des Religions », 2004, 93 p. (ISBN 2-915271-06-2)